# Hawkins County
Hawkins County ist ein County im Bundesstaat Tennessee der Vereinigten Staaten. Das U.S. Census Bureau hat bei der Volkszählung 2020 eine Einwohnerzahl von 56.721 ermittelt. Der Verwaltungssitz (County Seat) ist Rogersville.

## Geographie
Das County liegt im Nordosten von Tennessee, grenzt im Norden an Virginia und hat eine Fläche von 1294 Quadratkilometern, wovon 34 Quadratkilometer Wasserfläche sind. Es grenzt im Uhrzeigersinn an folgende Countys: Scott County (Virginia), Sullivan County, Greene County, Hamblen County, Grainger County und Hancock County.

## Citys und Towns
- Bulls Gap
- Church Hill
- Kingsport
- Mount Carmel
- Rogersville
- Surgoinsville

## Geschichte
Hawkins County wurde am 6. Januar 1787 aus Teilen des Sullivan County gebildet. Benannt wurde es nach Benjamin Hawkins, einem Farmer, Staatsmann, Indianeragenten von North Carolina, Mitglied im Kontinentalkongress und US-Senator.

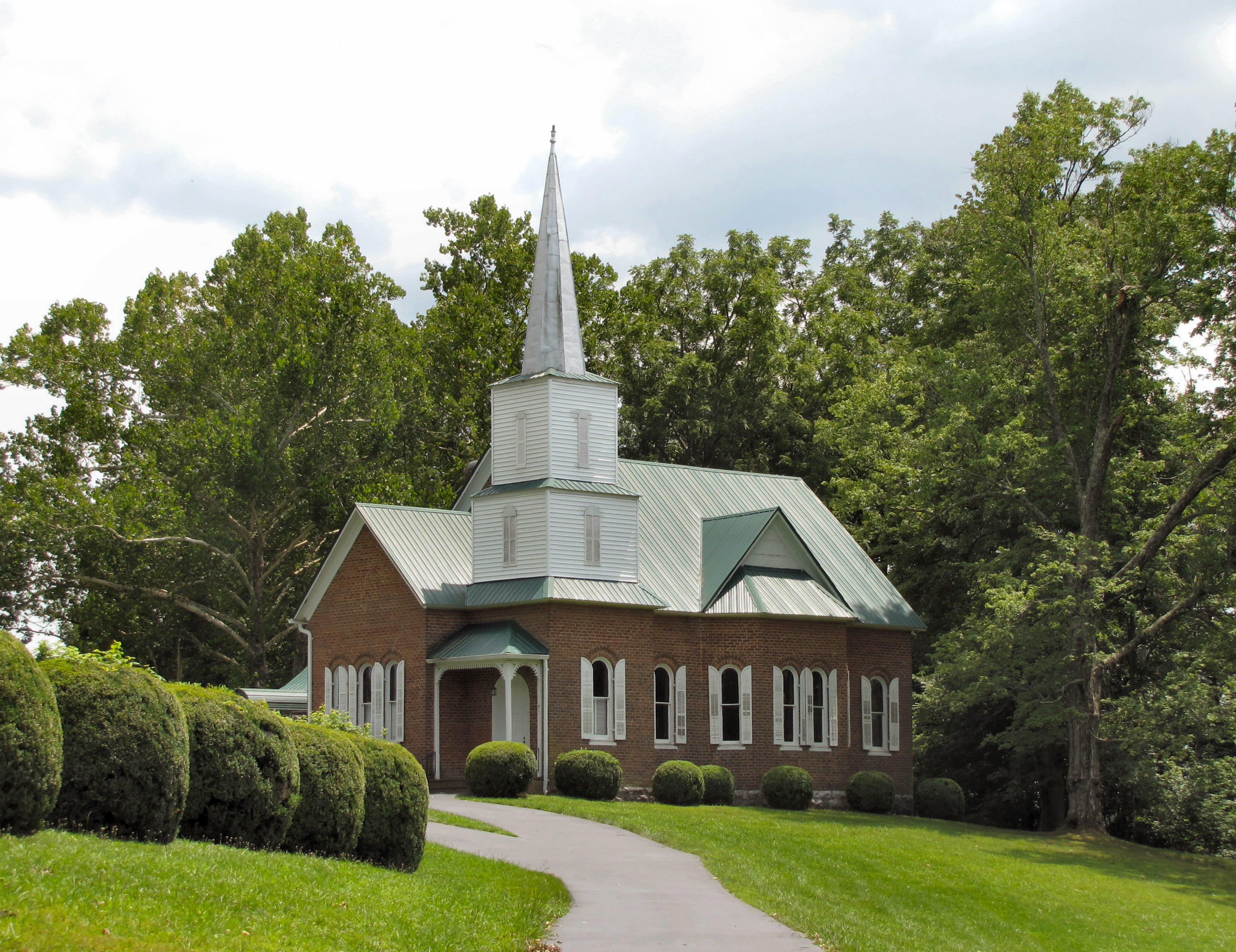
Die New Providence Presbyterian Church, Academy, and Cemetery ist einer von zwölf Einträgen des Countys im NRHP.

Zwölf Bauwerke und Stätten des Countys sind im National Register of Historic Places (NRHP) eingetragen (Stand 17. August 2018).

## Demografische Daten

Alterspyramide Hawkins County

Nach der Volkszählung im Jahr 2000 lebten im Hawkins County 53.563 Menschen in 21.936 Haushalten und 15.925 Familien. Die Bevölkerungsdichte betrug 42 Einwohner pro Quadratkilometer. Ethnisch betrachtet setzte sich die Bevölkerung zusammen aus 97,24 Prozent Weißen, 1,55 Prozent Afroamerikanern, 0,17 Prozent amerikanischen Ureinwohnern, 0,23 Prozent Asiaten, 0,01 Prozent Bewohnern aus dem pazifischen Inselraum und 0,23 Prozent aus anderen ethnischen Gruppen; 0,56 Prozent stammten von zwei oder mehr Ethnien ab. 0,78 Prozent der Bevölkerung waren spanischer oder lateinamerikanischer Abstammung.
Von den 21.936 Haushalten hatten 31,3 Prozent Kinder und Jugendliche unter 18 Jahre, die bei ihnen lebten. 59,3 Prozent waren verheiratete, zusammenlebende Paare, 9,8 Prozent waren allein erziehende Mütter und 27,4 Prozent waren keine Familien. 24,4 Prozent waren Singlehaushalte und in 9,6 Prozent lebten Personen im Alter von 65 Jahren oder darüber. Die Durchschnittshaushaltsgröße betrug 2,42 und die durchschnittliche Haushaltsgröße betrug 2,86 Personen.
23,3 Prozent der Bevölkerung waren unter 18 Jahre alt, 7,5 Prozent zwischen 18 und 24, 30,0 Prozent zwischen 25 und 44, 25,9 Prozent zwischen 45 und 64 und 13,2 Prozent waren älter als 65. Das Durchschnittsalter betrug 38 Jahre. Auf 100 weibliche Personen kamen statistisch 94,7 männliche Personen und auf 100 Frauen im Alter von 18 Jahren und darüber kamen 92,5 Männer.
Das jährliche Durchschnittseinkommen eines Haushalts betrug 31.300 USD, das Durchschnittseinkommen der Familien betrug 37.557 USD. Männer hatten ein Durchschnittseinkommen von 30.959 USD, Frauen 22.082 USD. Das Prokopfeinkommen betrug 16.073 USD. 12,7 Prozent der Familien und 15,8 Prozent der Einwohner lebten unterhalb der Armutsgrenze.